# Expedition 13

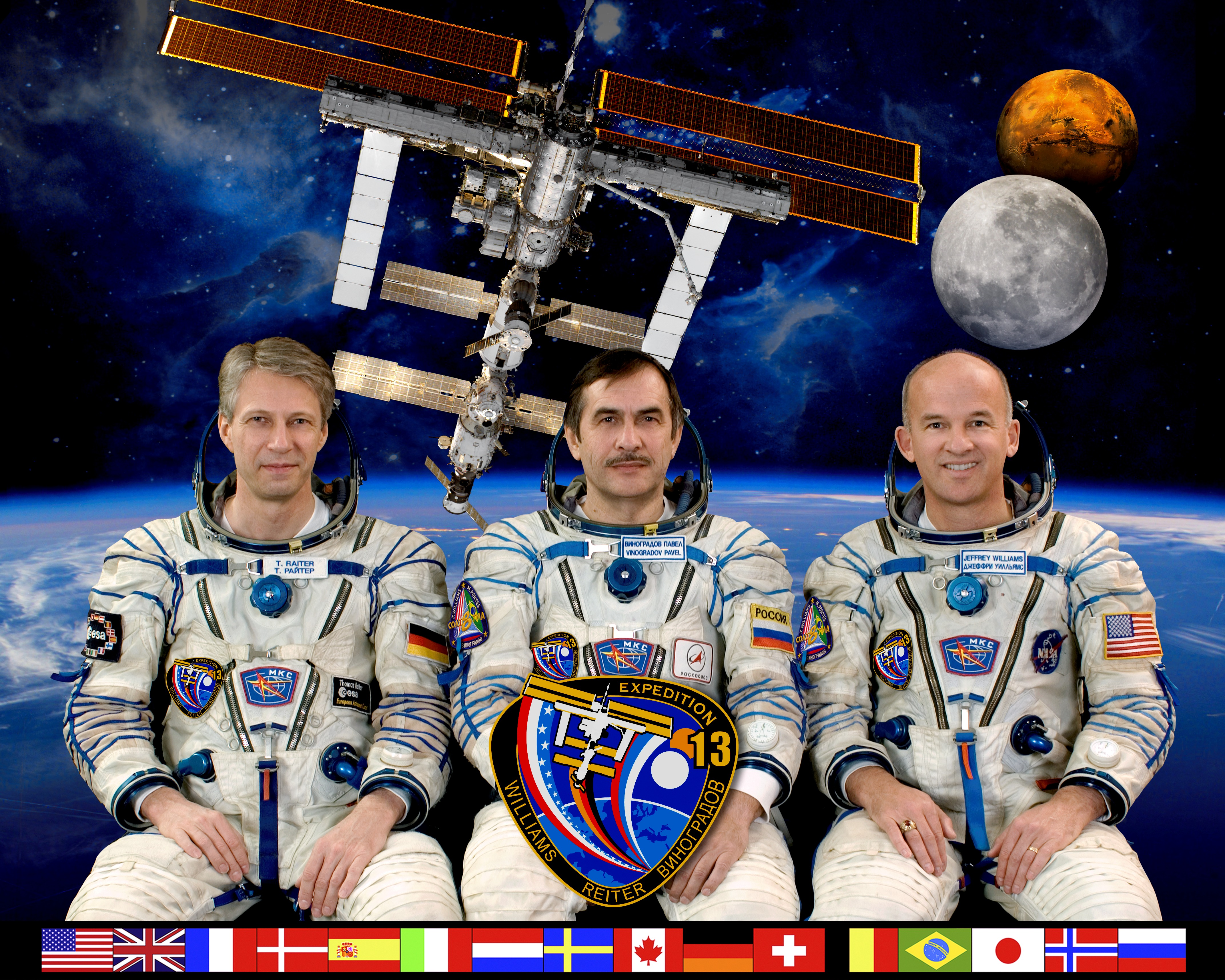
Expedition 13 besättning.

Expedition 13 var den 13:e expeditionen till den Internationella rymdstationen (ISS).
Två besättningsmedlemmar (Pavel Vinogradov och Jeffrey N. Williams) sköts upp i mars 2006 ombord Sojuz TMA-8. I juli anslöt Thomas A. Reiter och det var då första gången sedan 2003 som besättningen ombord ISS bestod av 3 personer. Den 28 september återvände Vinogradov och Williams till jorden medan Reiter kvarstod från expeditionen, även som en del av Expedition 14. 

## Besättning
| Position       | Första delen (1 april - juli 2006)            | Andra delen (juli - 28 september 2006)        |
| -------------- | --------------------------------------------- | --------------------------------------------- |
| Befälhavare    | Pavel Vinogradov, RSA Hans andra rymdfärd     | Pavel Vinogradov, RSA Hans andra rymdfärd     |
| Flygingenjör 1 | Jeffrey N. Williams, NASA Hans andra rymdfärd | Jeffrey N. Williams, NASA Hans andra rymdfärd |
| Flygingenjör 2 |                                               | Thomas A. Reiter, ESA Hans andra rymdfärd     |

(#) antal rymdfärder som varje besättningsmedlem avklarat, inklusive detta uppdrag.
I reservbesättningen ingick:
- Michael Fincke, kommendör -
- Fjodor Jurtjichin, flygingenjör -
- Léopold Eyharts, flygingenjör - ESA